# 雪人 (小說)
《雪人》（挪威語：Snømannen）是挪威作家尤·奈斯博所著的犯罪小說，是哈利·霍勒系列的第七本小說，於2007年出版，此書曾入圍都柏林文學獎。

## 故事簡介
奧斯陸數名妇女失踪后發現被人肢解分尸，哈利·霍勒奉命展開調查，與新晉探員卡特琳·布拉特一道翻查過往案件，发现手法类似的謀殺案超乎想象——他們面對的可能是挪威第一位已知連環殺手。然而當地一向治安良好，直到愈來愈多女性遇害，大家才開始認真對待哈利的判斷。
由於受害人生前都曾带子女看過同一位医生，哈利把他列爲首要嫌疑人，但在他认罪自杀后，肢解分尸并未停止。與此同時，哈利注意到卡特琳舉止異常，設計調查發現她亦符合凶手特征，穿越全國將其緝拿歸案関入精神病院。然而整起案件始終讓人覺得有哪裏不对劲。

## 改編電影
Working Title Films亦宣布將此書改編成電影上畫，預計2013年完成，由馬田·史高西斯執導。2014年，托馬斯·阿爾弗雷德森受聘執導電影。2015年9月8日，麥可·法斯賓達加入電影飾演主要角色。2015年10月14日，蕾貝卡·弗格森被揀選在電影中飾演女性主要角色。